# Benton Ridge
Benton Ridge és una població dels Estats Units a l'estat d'Ohio. Segons el cens del 2000 tenia 315 habitants.

## Demografia
Segons el cens del 2000, Benton Ridge tenia 315 habitants, 118 habitatges, i 82 famílies. La densitat de població era de 264,4 habitants/km².
Dels 118 habitatges en un 40,7% hi vivien nens de menys de 18 anys, en un 59,3% hi vivien parelles casades, en un 6,8% dones solteres, i en un 29,7% no eren unitats familiars. En el 28% dels habitatges hi vivien persones soles l'11% de les quals corresponia a persones de 65 anys o més que vivien soles. El nombre mitjà de persones vivint en cada habitatge era de 2,67 i el nombre mitjà de persones que vivien en cada família era de 3,34.
Per edats la població es repartia de la següent manera: un 30,8% tenia menys de 18 anys, un 7% entre 18 i 24, un 32,4% entre 25 i 44, un 20,3% de 45 a 60 i un 9,5% 65 anys o més.
L'edat mediana era de 34 anys. Per cada 100 dones de 18 o més anys hi havia 100 homes.
La renda mediana per habitatge era de 50.000 $ i la renda mediana per família de 56.250 $. Els homes tenien una renda mediana de 30.000 $ mentre que les dones 25.208 $. La renda per capita de la població era de 18.426 $. Aproximadament l'1,3% de les famílies i el 2,3% de la població estaven per davall del llindar de pobresa.

## Poblacions més properes
El següent diagrama mostra les poblacions més properes.